# Arteria vesicalis inferior

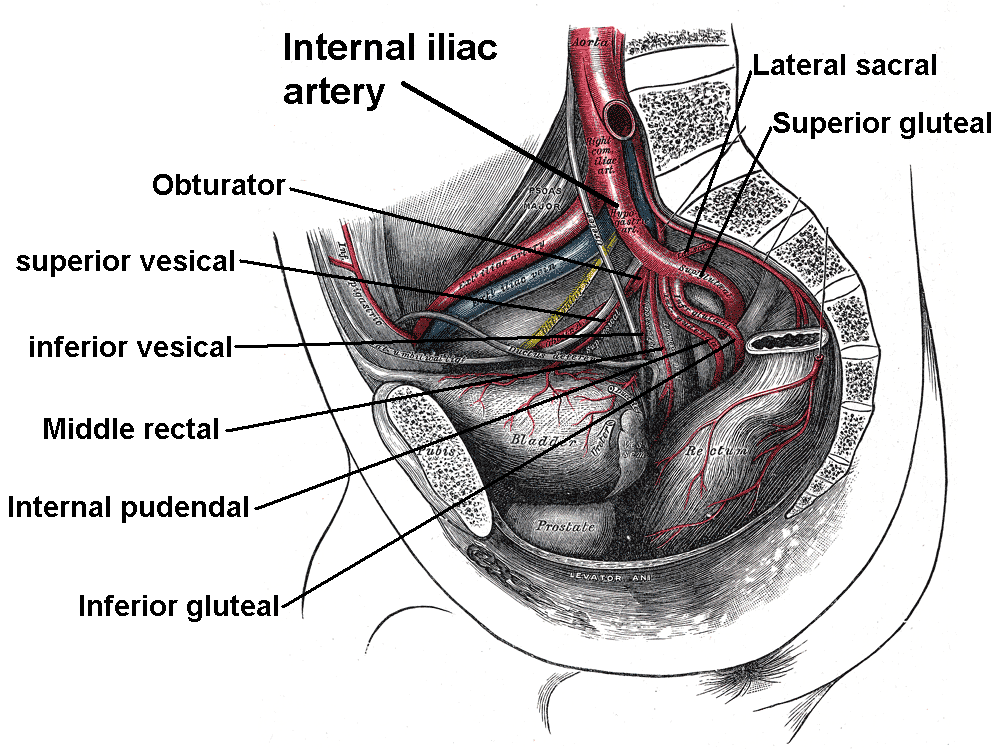
Beckenarterien des Menschen

Die Arteria vesicalis inferior („untere Blasenarterie“) – in der Tieranatomie als Arteria vesicalis caudalis bezeichnet – ist eine Schlagader der Beckenhöhle.
Die Arteria vesicalis inferior des Mannes entspringt der Arteria iliaca interna und zieht zur Harnblase. Sie versorgt den unteren Teil der Harnblase und gibt Äste an Harnleiter, Samenblase und Prostata ab. Bei der Frau entspricht ihr die Arteria vaginalis. 
Bei anderen Säugetieren entspringt die Arteria vesicalis caudalis aus der Arteria prostatica beziehungsweise Arteria vaginalis. Klinisch ist sie vor allem bei Rüden von Bedeutung, da sie bei einer Entfernung der Prostata (Prostatektomie) geschont werden muss.